# Scott McClellan
Scott McClellan (* 14. Februar 1968 in Austin, Texas) ist der ehemalige Pressesprecher von US-Präsident George W. Bush. Er war Nachfolger von Ari Fleischer im Juli 2003 und wurde am 26. April 2006 durch Tony Snow abgelöst.

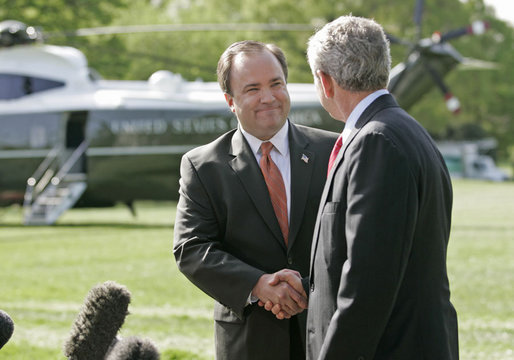
McClellan mit Präsident Bush bei seinem Rücktritt als Pressesprecher (2006)

## Leben
McClellan ist der jüngste Sohn der texanischen Politikerin Carole Keeton Strayhorn und des Anwalts Barr McClellan. Nach der Graduierung an der University of Texas at Austin, wo er Präsident von Sigma Phi Epsilon Texas Alpha Chapter war, war  McClellan dreimal Wahlkampfmanager seiner Mutter. Zusätzlich arbeitete er als Chief of Staff eines Mitglieds des Staatssenats von Texas. Im Mai 2008 erschien das Buch What Happened, in dem er Präsident Bush und seine Regierung stark angreift. Danach bestätigt er nicht nur die Täuschung, mit der der Präsident den Irakkrieg begann, sondern auch, dass Vizepräsident Dick Cheney den Präsidenten mit seinen eigenen Entscheidungen steuerte und nicht umgekehrt. Im Oktober 2008 erklärte er seine Unterstützung für den Präsidentschaftskandidaten der Demokraten, Barack Obama.